# Integral de Goodwin-Staton

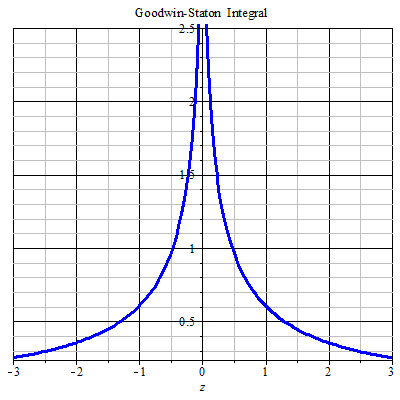
Gràfic 2D de la integral de Goodwin-Staton

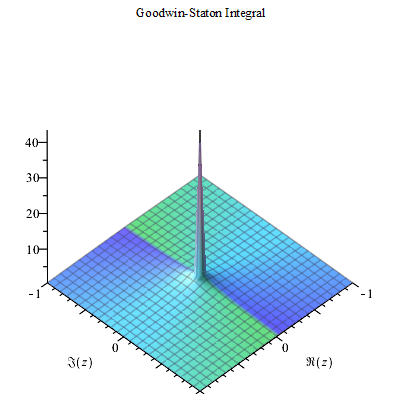
Gràfic 3D de la integral de Goodwin-Staton

En matemàtiques, la integral de Goodwin-Staton es defineix com:
{\displaystyle G(z)=\int _{0}^{\infty }{\frac {e^{-t^{2}}}{t+z}}\,dt}
que satisfà la següent equació diferencial no lineal de tercer ordre:
{\displaystyle 4w(z)+8\,z{\frac {d}{dz}}w(z)+(2+2\,z^{2}){\frac {d^{2}}{dz^{2}}}w(z)+z{\frac {d^{3}}{dz^{3}}}w\left(z\right)=0}

## Simetria
{\displaystyle G(-z)=-G(z)}
{\displaystyle {\begin{aligned}G(z)={}&{\Big (}1-\gamma -\ln(z^{2})-i\operatorname {csgn} (iz^{2})\pi +{\frac {2i}{\sqrt {\pi }}}z\\[5pt]&\qquad {}+(-2+\gamma +\ln(z^{2})+i\operatorname {csgn} (iz^{2})\pi {\Big )}z^{2}-{\frac {4i}{3{\sqrt {\pi }}}}z^{3}\\[5pt]&\qquad {}+\left({\frac {5}{4}}-{\frac {1}{2}}\gamma -{\frac {1}{2}}\ln(z^{2})-{\frac {1}{2}}i\operatorname {csgn} (iz^{2})\pi \right)z^{4}+O(z^{5}))\end{aligned}}}

## Relació amb altres funcions

### La funció G de Meijer
- {\displaystyle G(z)={\frac {1}{2}}\,{\frac {G_{2,3}^{3,2}\left({z}^{2}\,{\Big \vert }\,_{1/2,0,0}^{0,1/2}\right)}{\pi }}}

### La funció exponencial i la funció d'error
- {\displaystyle G\left(z\right)={{\rm {e}}^{-{z}^{2}}}+{\it {Ei}}\left(1,-{z}^{2}\right){{\rm {e}}^{-{z}^{2}}}+{{\rm {e}}^{-{z}^{2}}}{{\rm {erf}}\left(iz\right)}}

- {\displaystyle G\left(z\right)={{\rm {e}}^{-{z}^{2}}}+{{\rm {U}}\left(1,\,1,\,-{z}^{2}\right)}{{\rm {e}}^{{z}^{2}}}{{\rm {e}}^{-{z}^{2}}}+{\frac {2\,i{{\rm {e}}^{-{z}^{2}}}z{{\rm {M}}\left(1/2,\,3/2,\,{z}^{2}\right)}}{\sqrt {\pi }}}}
- {\displaystyle G\left(z\right)={{\rm {e}}^{-{z}^{2}}}+{\it {Ei}}\left(1,-{z}^{2}\right){{\rm {e}}^{-{z}^{2}}}+{\frac {2\,i{{\rm {e}}^{-{z}^{2}}}z{\it {HeunB}}\left(1,0,1,0,{\sqrt {{z}^{2}}}\right)}{\sqrt {\pi }}}}
- {\displaystyle G\left(z\right)={{\rm {e}}^{-{z}^{2}}}+{\it {Ei}}\left(1,-{z}^{2}\right){{\rm {e}}^{-{z}^{2}}}+{\frac {z{{\rm {e}}^{-{z}^{2}}}\left(-i{\it {erfc}}\left({\sqrt {-{z}^{2}}}\right)+i\right)}{\sqrt {-{z}^{2}}}}}

### La funció de Laguerre
- {\displaystyle G\left(z\right)={{\rm {e}}^{-{z}^{2}}}+{\it {Ei}}\left(1,-{z}^{2}\right){{\rm {e}}^{-{z}^{2}}}+i{{\rm {e}}^{-{z}^{2}}}{\sqrt {\pi }}z;{\it {L}}\left(-1/2,1/2,{z}^{2}\right)}

## Desenvolupament de la sèrie
- {\displaystyle G(z)=10\,{z}^{-1}-50\,{z}^{-2}-{\frac {1000}{3}}\,{\frac {{z}^{2}-1}{{z}^{3}}}+2500\,{\frac {{z}^{2}-1}{{z}^{4}}}+10000\,{\frac {2-2\,{z}^{2}+{z}^{4}}{{z}^{5}}}-{\frac {250000}{3}}\,{\frac {2-2\,{z}^{2}+{z}^{4}}{{z}^{6}}}-{\frac {5000000}{21}}\,{\frac {-6+6\,{z}^{2}-3\,{z}^{4}+{z}^{6}}{{z}^{7}}}+{\frac {6250000}{3}}\,{\frac {-6+6\,{z}^{2}-3\,{z}^{4}+{z}^{6}}{{z}^{8}}}+{\frac {125000000}{27}}\,{\frac {24-24\,{z}^{2}+12\,{z}^{4}-4\,{z}^{6}+{z}^{8}}{{z}^{9}}}-{\frac {125000000}{3}}\,{\frac {24-24\,{z}^{2}+12\,{z}^{4}-4\,{z}^{6}+{z}^{8}}{{z}^{10}}}}
- {\displaystyle G(z)=(1-\gamma -\ln \left({z}^{2}\right)-i{\it {csgn}}\left(i{z}^{2}\right)\pi +{\frac {2\,i}{\sqrt {\pi }}}z+\left(-2+\gamma +\ln \left({z}^{2}\right)+i{\it {csgn}}\left(i{z}^{2}\right)\pi \right){z}^{2}+{\frac {-4/3\,i}{\sqrt {\pi }}}{z}^{3}+\left({\frac {5}{4}}-1/2\,\gamma -1/2\,\ln \left({z}^{2}\right)-1/2\,i{\it {csgn}}\left(i{z}^{2}\right)\pi \right){z}^{4}+O\left({z}^{5}\right))}